# Bobbo Krull
Ludwig Bobbo Krull, ursprungligen Stefan Mathias Ludwig Krull, född 8 december 1969 i Österhaninge församling, är en svensk producent och programledare i radio och TV.

## Karriär i urval
Krull föddes i Österhaninge församling. Hans far var född i Tyskland under det pågående andra världskriget. Fadern blev mördad när Bobbo var åtta år gammal och Bobbo växte sedan upp med sin mor och äldre bror i Stockholm.
Krull har medverkat bland annat i programmet Pippirull, som gick i Sveriges Radio P3 mellan 1998 och 2003. Han har även arbetat som inslagsproducent i den femte säsongen av 100 höjdare och som inslagsproducent i Meningen med livet i TV 4 Plus, där han hade ett eget inslag kallat Bobbo testar. Under 2007 producerade han Mitt i nyllet. Hösten 2008 medverkade han även i programmet I ditt ansikte i Kanal 5 med Magnus Betnér. 2009 gjorde han tillsammans med Özz Nûjen programserien Veteran-TV för Utbildningsradion.
Krull deltog i Sveriges värsta kändisbilförare 2015.
Har även jobbat för programmet Ullared. 
Sedan 7 januari 2016 leder han podden Krull & kriminell, en podd om och med människor med erfarenheter från den kriminella världen.
2019 spelade han rollen som Sensei i TV4s Brorsor 4ever.
Sedan i mars 2020 är Krull även en av programledarna för Bil i P4 i Sveriges Radio P4.